# Вірджиніо Орсіні
Вірджиніо Орсіні (італ. Virginio Orsini; 13 вересня 1572, Флоренція, Велике герцогство Тосканське — 9 вересня 1615, Рим, Папська область) — аристократ з роду Орсіні, 2-й герцог Браччано з 1585 до 1615 рік. Кавалер ордена Золотого руна (1605). Меценат. Прототип герцога Орсіно у п'єсі «Дванадцята ніч» Вільяма Шекспіра.

## Біографія
Народився у вересні, ймовірно 13 числа, 1572 року у Флоренції і був названий на честь свого прапрадіда Джентіле Вірджиніо Орсіні. Він був сином кондотьєра Паоло Джордано I Орсіні, герцога Браччано й Ізабелли Медічі. По батьківській лінії припадав онуком кондотьєру Джироламо Орсіні, синьйору Браччано, князю-асистенту папського престолу і Франчесці Сфорца з роду графів Санта-Фьйора. По материнській лінії був онуком Козімо I Медічі, великого герцога Тоскани й Елеонори Альварес де Толедо. З народження мав титул маркграфа Ангвіллари.
Виховувався у родичів при дворі у Флоренції, де здобув гарну освіту. У ранньому віці у нього виявився музичний талант. Вчителями Вірджиніо були придворні композитори Крістіано Мальвецці й Еміліо де Кавальєрі. Крім музичного, мав поетичне обдарування. Герцог був знаним меценатом. При ньому палац Орсіні в Римі, куди він переїхав після того, як одружився, став культурним центром столиці папської держави. Гостями герцогського подружжя були митці, члени наукових товариств й академій. У їхньому палаці ставилися вистави.
Повний титул Вірджініо Орсіні був наступним: 2-й герцог Браччано, граф Ангвілари, синьйор Тревіньяно, Черветі, Ізоли, Кампаньяно, Галерії, Скрофано, Форнелло, Сан-Грегоріо, Монтерано і Корезе, князь-ассистент папського престолу з 1585 року, іспанський гранд першого класу з 1600 року, синьйор Віковаро та Барделли, Сарачинеско та Канталупо з 1607 року, римський дворянин, неаполітанський і венеційський патрицій, кавалер ордена Золотого руна з 1605 року, кавалер ордена Святого Стефана та генерал Святої Церкви.
У 1594 році у складі тосканської армії в Угорському королівстві брав участь у війні Священної Римської імперії з турками. Під його командуванням знаходилося сто аркебузирів і стільки ж кірасирів. У 1597—1600 роках жив у Флоренції та Римі. У 1600 році супроводжував кузину Марію Медічі в Париж на її весілля з королем Генріхом IV. Слава покровителя поетів і музикантів була однією з причин, через яку його запросила відвідати своє подвір'я королева Єлизавета I. На Різдво 1600—1601 року Вірджиніо прибув до Лондона. Його візит до протестантської Англії викликав невдоволення Святого Престолу. За час перебування в Лондоні, з 3 до 20 січня 1601 року, Вірджиніо відвідав королівський двір у палаці Гемптон-корт і Тауер. Він також був присутній на прем'єрі «Дванадцятої ночі», п'єси Вільяма Шекспіра, при написанні якої послужив автору як прототип персонажа герцога Орсіно. З 1607 року і до самої смерті жив у Римі, де помер 9 вересня 1615 року.

### Шлюб і нащадки
29 березня (згідно з іншими джерелами 20 березня або 10 квітня) 1589 року Вірджиніо Орсіні одружився з Флавією Дамашені-Перетті (1574 — 14 вересня 1606 року), дочкою римського дворянина Фабіо Дамашені де Мін'юччі-Перетті. Дружина герцога була племінницею римському папі Сіксту V. На час укладання шлюбу нареченому йшов сімнадцятий, а нареченій п'ятнадцятий рік. 8 квітня 1589 року Флавія переїхала до чоловіка до палацу Орсіні в Римі. У їхньому шлюбі народилися чотирнадцять дітей:
- дон Паоло Джордано (1591 — 24 травня 1646), герцог Браччано під ім'ям Паоло Джордано II, князь-асистент папського престолу, князь Священної Римської імперії з липня 1623 року, князь-консорт Пьомбіно з 1624 року, у 1622 році в Римі одружився з донною Ізабелла д'Аппіано д'Арагона (1577 — 10 листопада 1661), княгинею Пьомбіно, вдовою графа Бінаско;
- дон Алессандро (1593 — 22 серпня 1626), кардинал-диякон з 2 грудня 1615 року, кардинал-диякон при церкві Санта-Марія-ін-Космедін з 11 січня 1616 року, папський легат в Романьї з 1621 року;
- дон Фердінандо (помер 4 березня 1660 року), герцог Браччано під ім'ям Фердинанда I, князь-асистент папського престолу, князь Священної Римської імперії, іспанський гранд першого класу з 1646 року, герцог Сан-Джеміні з 1639 року, одружувався з донною Джустіньяною Орсіні (помер 22 грудня 1663 року), дочкою Джованні Антоніо Орсіні, герцога Сан-Джеміні;
- Дон Козімо (помер 1619 року), Римський дворянин, неаполітанський і Венеціанський патрицій, офіцер армій Іспанського королівства та Священної Римської імперії, помер від чума, не встигнувши залишити потомства;
- дон Фердінандо, помер незабаром після народження;
- дон Раймондо, помер незабаром після народження;
- дон Вірджиніо, Римський дворянин, неаполітанський і Венеціанський патрицій, кавалер і головнокомандувач Мальтійського ордену з 1604 року, кармеліт босий з ім'ям Іоанна Баптиста Ісуса і Марії з 1627 року, відмовився від правонаступництва 24 лютого 1628 року;
- донна Ізабелла (1597—1623), римська дворянка, Венеційська патриціанка, у 1612 році одружилася з Чезаре II Гонзага, суверенним герцогом Гвасталли;
- дон Карло (1598 — 24 липня 1615), римський дворянин, неаполітанський і венеційський патрицій;
- донна Марія Феліція (12 листопада 1599 — 5 червня 1666), римська дворянка, венеційська патриціанка, близько 1615 року поєднувалася шлюбом з Генріхом II де Монморансі (1595 — 31 жовтня 1632), герцогом Монморансі, 30 вересня 1637 року прийняла чернечий постриг в монастирі візитанток у Мулені, який пізніше очолила як настоятелька;
- дон Франческо (1600 — 1 квітня 1667), Римський дворянин, неаполітанський і венеційський патрицій, паж при королівському дворі в Мадриді, з 7 липня 1627 року член Товариства Ісуса, пізніше очолив новіціят єзуїтів у Римі;
- донна Марія Камілла (29 липня 1603 — 14 березня 1685), римська дворянка, венеційська патриціянка, 20 жовтня 1619 року в Римі одружилася з доном Маркантоніо II Боргезе, князем Сульмони, з 1659 року черниця в римському монастирі під ім'ям Марії Вікторії;
- мертвонароджена дитина, яка з'явилася в Римі 14 вересня 1606 року;
- донна Іполит, померла незабаром після народження[3][4][5].

## Виноски
1. ↑  У Біографічному словнику італійців йдеться, що у шлюбі Вірджініо Орсіні та Флавії Дамашені-Перетті народилися дванадцять дітей[9].